# Umbilibalcis
Genre
Umbilibalcis est un genre de mollusques gastéropodes de la famille Eulimidae. Les espèces rangées dans ce genre sont marines et parasitent des échinodermes ; l'espèce type est Umbilibalcis lata.

## Distribution
Les espèces se rencontrent dans le Nord de l'océan Atlantique,

## Liste d'espèces
Selon World Register of Marine Species (28 août 2017) :
- Umbilibalcis crassula Bouchet & Warén, 1986
- Umbilibalcis lata (Dall, 1889)
- Umbilibalcis subumbilicata (Jeffreys, 1884)